# .jo
.jo為約旦國家及地區頂級域（ccTLD）的域名，于1997年11月23日推出。只有與約旦有關的實體才有資格註冊該域名。此外.jo还拥有阿拉伯语顶级域名‎。

## 外部連結
- IANA .jo whois information（页面存档备份，存于）
- .jo domain registration website